# Anopheles vernus
Anopheles vernus är en tvåvingeart som beskrevs av Gillies och Meillon 1968. Anopheles vernus ingår i släktet Anopheles och familjen stickmyggor. Inga underarter finns listade i Catalogue of Life.